# دهنه چاه
دهنه چاه یک روستا در ایران است که در بخش مرکزی شهرستان سربیشه واقع شده‌است. دهنه چاه ۱۰۱ نفر جمعیت دارد.